# Imhotep (chaty de Tutmosis I)
| M18 | m | R4 |

| M18 | m | R4 |

Imhotep ("El que avanza en paz") era chaty durante el reinado de Tutmosis I. Sólo existe una información limitada acerca de él, se sabe que desempeñó un papel importante en la educación de los hijos de faraón. Una inscripción en la tumba de uno de ellos, el Príncipe Ouadjmes arroja luz sobre el funcionario: 
«Como alcalde de la ciudad, el visir Imhotep fue nombrado tutor de los niños reales del Rey del Alto y el Bajo Egipto Aajeperkara, recibió el favor del soberano.»
Según Nicolás Grimal fue el abuelo de Hapuseneb, que será uno de los favoritos de la faraona Hatshepsut, sumo sacerdote de Amón y chaty.